# Nowiny (powiat siedlecki)
Nowiny – osada leśna w Polsce położona w województwie mazowieckim, w powiecie siedleckim, w gminie Wodynie.
W latach 1975–1998 miejscowość należała administracyjnie do województwa siedleckiego.